# Жидкая резина
Жидкая резина (англ. liquid rubber) представляет собой двухкомпонентную мастику холодного нанесения и мгновенного отверждения на основе полимерно-битумной водной эмульсии. Жидкая резина не имеет в своем составе растворителей и не выделяет вредных летучих органических соединений. Покрытие производится на основе битума, хоть и в редких случаях содержит натуральный каучук. Как и обычная резина, материал окрашен в чёрный цвет, эластичен и водонепроницаем. Более точный термин «бесшовная напыляемая гидроизоляция» не закрепился на практике в виду своей громоздкости, недопонимания со стороны рядового потребителя. 
Жидкой резиной также называют и однокомпонентный состав, основанный на растворе стирольных каучуков в органических растворителях. Как и полимерно-битумная водная эмульсия, при застывании образует бесшовное покрытие. Изначально материал прозрачный и цвет ему придается колерами и пигментами, что открывает возможности декоративного применения в различных сферах. В виду этого, покрытие стало популярным среди автомобильной аудитории и в домашнем хозяйстве, где используется в качестве временного (съемного) декоративно-защитного покрытия для автомобилей, предметов интерьера, декора и т.д.

## Основные характеристики
Инновационная характеристика жидкой резины заключается в её способности к сцеплению с любым материалом, независимо от стадии затвердевания или возраста предыдущего покрытия.
Состав наносится на подготовленную поверхность механизированным способом методом холодного распыления, образуя монолитную бесшовную мембрану без стыков и примыканий на поверхностях любой геометрической формы и конфигурации. Актуально применение «жидкой резины» на вертикальных поверхностях — она не «стекает» даже при высокой температуре окружающей среды, устойчива к воздействию ультрафиолетовых лучей.
Со временем монтированная мембрана не теряет своих первоначальных характеристик, так как входящий в состав мастики полимер препятствует испарению эфирных масел. Таким образом, срок эксплуатации экологически чистой гидроизоляции на основе жидкой резины составляет не менее 20 лет.
Мембрана является пожаробезопасной, прочной, эластичной, имеет коэффициент предельного удлинения более 1000 %, что эффективно предотвращает катодное отслаивание от поверхности. Со временем материал становится твёрже, не теряя при этом эластичности, не требуя специального обслуживания. Гидроизоляционное покрытие на основе жидкой резины при необходимости быстро восстанавливается. Жидкая резина совместима с красками на водной или кремний-органической основе.
Жидкая резина на основе растворителей не может похвастаться длительным сроком службы, который ограничен 3-5 годами при экстерьерном применении, но при этом обладает существенно более высокими декоративными характеристиками, нежели чем полимерно-битумная эмульсия.
Как и любой состав на основе растворителей, она обладает специфичным запахом и огнеопасна. При работе с ней рекомендуется использовать средства индивидуальной защиты.

## Область применения
Жидкую резину можно наносить на самые разные материалы (сталь, бетон, рубероид). Мембранное покрытие из жидкой резины находит своё широкое применение в области гидроизоляции кровли, искусственных водоемов, фундаментов.
Жидкая резина на основе растворителей получила широкое распространение в стайлинге автомобилей, где используется как декоративно-защитное покрытие. Благодаря тому, что изначально материал прозрачный, он совместим с широким спектром красителей и пигментов, что вкупе с простотой подготовки поверхности и нанесения, открывает широчайшие возможности применения в дизайне, декоре интерьеров, тюнинге автомобилей, защите строительных конструкций и техники, декоративной гидроизоляции и т.д.